# Kraljevstvo Hadramaut
Kraljevstvo Hadramaut bilo je antičko kraljevstvo iz predislamskog doba na tlu današnjeg Jemena na teritoriju Hadramauta.

## Povijest
Prvi poznati zapisi o Kraljevstvu Hadramaut su poznati iz 8. st. pr. Kr. Izvan europskog kruga se Kraljevstvo Hadramaut prvi put spominje u jednom staro Sabejskom spisu Karab il Vatara s početka 7. st. pr. Kr., u kojem on navodi kralja Hadramauta - Jada ila, kao jednog od svojih saveznika. 
Kada je Minejsko Kraljevstvo preuzelo kontrolu nad karavanskim putevima u 4. st. pr. Kr., Hadramaut se tome prilagodio tako da je ušao u savez s njima, najvjerojatnije zbog komercijalnih interesa. 
Kasnije je Hadramaut ponovo postao potpuno neovisan, ali je od tada počeo biti stalna meta napada od strane sve moćnijeg susjednog Kraljevstva Himjar pri kraju 1. st. pr. Kr., ali se uspješno othrvao napadima. Kraljevstvo Hadramaut doseglo je svoj zenit sredinom 2. st. kad je sebi pripojilo susjednu istočnu Kraljevinu Kataban. U tom razdoblju je sve vrijeme, Hadramaut bio u neprekidnim ratovima sa susjednim kraljevstvima Himjar i Saba. Sabejski kralj Šajrum Avtar je čak uspio zauzeti glavni grad i kraljev dvor Shabwu - 225. godine.
Od tog vremena se pojavljuje i novi subjekt u borbi za južno Jemenski prostor Kraljevstvo Aksum iz Etiopije. Kralj Aksuma Gadarat, napadao je na Jemen raspršivši svoje snage, svog sina Bejga poslao je na zapadne obale Jemena da zauzme Zafar tadašnju prijestolnicu Himjara, a dio snaga poslao je na južne obale Jemena da se bore protiv Hadramauta, jer su oni tad bili Sabejski saveznici.
Kraljevstvo Hadramaut je trajalo sve do oko 300. godine kad ga je na kraju osvojio himjarski kralj Šamar Juhariš, koji je tako uspio ujediniti cijeli jug Jemena.

## Kraljevi Hadramauta
Ovaj popis uglavnom slijedi istraživanja Kenneth A. Kitchena
| Ime                     | Vrijeme vladanja                |
| ----------------------- | ------------------------------- |
| Jada il                 | od 685. god. pr. Kr.            |
| Prekid tradicije        |                                 |
| Šar Alhan               | od 350. god. pr. Kr.            |
| Jada il Bajin I.        |                                 |
| Ilsama Dubjan           |                                 |
| Jita il                 |                                 |
| Prekid tradicije        |                                 |
| Jada ib Gailan          |                                 |
| Dio kraljevstva Kataban |                                 |
| Prekid tradicije        | oko 180. god. pr. Kr.- 50. god. |
| Ilaz Jalit I.           | od 30. god.                     |
| Jada il I.              |                                 |
| Jašhur il Juhariš       |                                 |
| ?                       |                                 |
| Jadi ab Gailan I.       |                                 |
| Jada il Bajin II.       | od 140/41. god.                 |
| dva nepoznata vladara ? |                                 |
| Jadi ab Gailan II.      | od 190. god.                    |
| Jada il II.             |                                 |
| Ilaz Jalit II.          | od 213/4 do oko 225. god.       |
| nepoznati vladar        |                                 |
| Jada il Bajin III.      |                                 |
| nepoznati vladar        |                                 |
| Jada il Bajin IV.       | oko 250. god.                   |
| Jadi ab Bajin III.      |                                 |
| Ilrayum Yadum           |                                 |
| Jadi ab Ghilan III.     |                                 |
| Šarah il                | oko 285. – 290. god.            |
| Rabšams III.            | oko 285. – 290. god.            |

## Pogledajte i ovo
- Sabejsko kraljevstvo
- Kaljevstvo Kataban
- Kraljevina Himjar
- Hadramaut

## Vanjske poveznice
- Popis vladara Hadramauta  Arhivirana inačica izvorne stranice od 13. srpnja 2009. (Wayback Machine) (engl.)